# Елисбург (Њујорк)
Елисбург (енгл. Ellisburg) град је у америчкој савезној држави Њујорк.

## Демографија
По попису из 2010. године број становника је 244, што је 25 (-9,3%) становника мање него 2000. године.
| Група             | 2000.       | 2010.       |
| Белци             | 266 (98,9%) | 228 (93,4%) |
| Афроамериканци    | 0 (0,0%)    | 2 (0,8%)    |
| Азијати           | 0 (0,0%)    | 5 (2,0%)    |
| Хиспаноамериканци | 1 (0,4%)    | 1 (0,4%)    |
| Укупно            | 269         | 244         |